# Zephyranthes americana
Zephyanthes americana es una especie de planta bulbosa perteneciente a la familia de las amarilidáceas. Se distribuye desde el sur de Brasil al nordeste de Argentina.

## Taxonomía
Zephyranthes americana fue descrita por (Hoffmanns.) Ravenna y publicado en Not. Mens. Mus. Nac. Hist. Nat. 16: 8 (1972).
Etimología
Zephyranthes: nombre genérico que proviene de (Zephyrus, Dios del viento del oeste en la mitología griega y Anthos, flor) puede traducirse como "flor del viento del oeste", siendo el "viento del oeste" el que trae la lluvia que desencadena la floración de estas especies.
americana: epíteto geográfico que alude a su localización en América.
Sinonimia
- Haylockia americana (Hoffmanns.) Herter
- Haylockia pusilla Herb.
- Haylockia pusilla var. aurea Herter
- Haylockia pusilla var. cremea Herter
- Sternbergia americana Hoffmanns.
- Zephyranthes pusilla (Herb.) D.Dietr.[3]